# Мария Анна Йозефа Австрийская
Мария Анна Йозефа Австрийская (нем. Maria Anna Josepha von Österreich; 30 декабря 1654, Регенсбург, имперский город Регенсбург — 4 апреля 1689, Вена, Австрийское эрцгерцогство) — австрийская принцесса из дома Габсбургов, урождённая эрцгерцогиня Австрийская; в замужестве — курфюрстная принцесса Пфальцская, герцогиня Юлихская и Бергская.

## Биография
Принцесса Мария Анна Йозефа родилась в Регенсбурге 30 декабря 1654 года. Она была дочерью Фердинанда III, императора Священной Римской империи из дома Габсбургов от его третьей супруги, принцессы Элеоноры Гонзага.
В Винер-Нойштадте 25 октября 1678 года принцесса Мария Анна Йозефа сочеталась браком с Иоганном Вильгельмом, курфюрстным принцем Пфальцским. Он приходился братом императрице Элеоноре Магдалене, третьей жене императора Леопольда I, единокровного брата Марии Анны.
Церемонию бракосочетания провёл архиепископ Леопольд Карл фон Коллонич. В память об этом событии, как и о предыдущей свадьбе эрцгерцогини Элеоноры, сестры Марии Анны, на главной площади города Винер-Нойштадт установили Марианскую колонну.
После свадьбы, курфюрстные принц и принцесса поселилась в Дюссельдорфе, где жили в условиях приличествующих их происхождению. Филипп Вильгельм, курфюрст Пфальцский, свёкор Марии Анны, в 1679 году уступил им герцогства Юлих и Берг.
В браке с Иоганном Вильгельмом Мария Анна родила двух детей, которые умерли сразу после рождения:
- принц Пфальцский (родился и умер 6.02.1683);
- принц Пфальцский (родился и умер 5.02.1686).

Мария Анна Йозефа умерла от туберкулеза во время пребывания с визитом при императорском дворе в Вене. Она была похоронена в Имперской крипте.